# CD Colchagua
Club de Deportes Colchagua – chilijski klub piłkarski z siedzibą w mieście San Fernando leżącym w regionie Liibertador Bernardo O’Higgins.

## Osiągnięcia
- Mistrz trzeciej ligi chilijskiej (Tercera división chilena): 1987, 1998, 2014